# Oswald Ufer
Wilhelm „William“ Oswald Ufer (* 3. April 1828 in Neustadt in Sachsen; † 14. März 1883 in Leipzig) war ein deutscher Maler und Kupferstecher sowie Fotograf. Ab 1873 war er Lehrer, ab 1876 Professor der Kunstakademie Leipzig.

## Leben

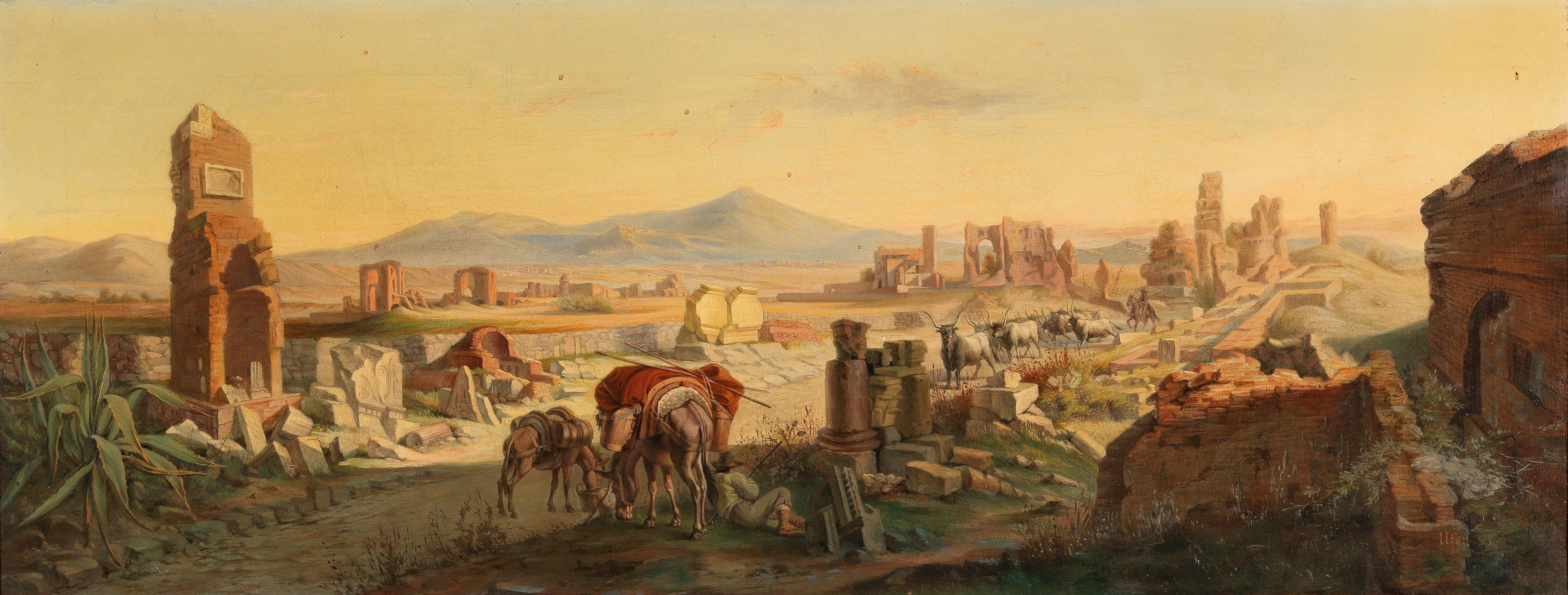
In der Römischen Campagna, Darstellung eines Abschnitts der Via Appia Antica

Ufer ging 1842 auf die Kunstakademie Dresden. Um Druckgrafik bei Julius Thaeter zu studieren, schrieb er sich am 16. November 1850 an der Königlichen Akademie der Bildenden Künste in München ein. In Rom, wo er in den Jahren 1854, 1855, 1856 und 1858 an den „Cervarofesten“ des Deutschen Künstlervereins teilnahm sowie im Jahr 1859 an dessen Ausstellung beteiligt war, lebte er von 1853 bis 1873. Zwischenzeitlich besuchte er Griechenland und den Orient. In der Via San Isidoro 20 richtete er sich eine „photographische Anstalt“ ein, die später an der Via Felice 113 (heute Via Sistina) anzutreffen war und die er 1871 an seinen Freund Michele Mang übergab. Nach einem Schaubild der Künste, das der Maler Alexander Maximilian Seitz 1864 in seinem Auftrag geschaffen hatte, war die Fotografie ein gleichberechtigtes künstlerisches Produkt, das er einem internationalen Reisepublikum in Rom anbot. 1873 ging er als Lehrer für Kupferdruck an die Kunstakademie Leipzig. Dort wurde ihm 1876 der Titel Professor verliehen.